# Rita Mae Brown
Rita Mae Brown (Hanover, 28 de Novembro de 1944) é uma escritora americana e ativista feminista e LGBTQIA+, famosa pelo seu primeiro romance, Rubyfruit Jungle, publicado em 1973, recheado de temas lésbicos em uma maneira bem não usual para o tempo. Brown é também uma escritora de mistérios bastante sucedida.

## Biografia

### Vida Pessoal
Brown nasceu em Hanover, na Pensilvânia, cresceu na Flórida, e em 2004 foi viver em Charlottesville, na Virgínia.
Nos anos 60, Brown foi para a Universidade da Flórida, mas foi transferida para a Universidade de Nova Iorque; possui doutorado em literatura e ciência política. Enquanto estudante, foi ativista feminista e membro da Organização Nacional para Mulheres (National Organization for Women), se desvinculando em 1970, após a presidente da organização ir contra as questões lésbicas. Neste mesmo período, fundou o Coletivo Fúrias (Furies Collective), organização contra a opressão heterossexual; e foi líder do grupo radical feminista chamado Ameaça Lavanda (Lavender Menace).
É antiga namorada da jogadora de ténis Martina Navratilova, da actriz e escritora Fannie Flagg, da socialite Judy Nelson e da política Elaine Noble.
Brown gosta de caça à raposa, e é mestre de cães e chefe de caça no Oak Ridge Fox Hunt Club.

### Vida profissional
Brown iniciou sua carreira escrevendo dois livros de poesia, ensaios políticos e artigos para jornais clandestinos. Publicou seu primeiro romance, o Rubyfruit Jungle, pela Daughters Press em 1973; sua obra se tornou um best-seller, com a venda de setenta mil cópias em capa dura, e mais de um milhão de cópias como brochura pela Bantam. Começou a escrever livros de mistérios quando estava em Hollywood, em 1988, tendo uma gata como protagonista, a Mrs. Murphy, inspirada por um de seus animais de estimação; a série de mistério foi um best-seller do New York Times.
Em 1982, Brown foi nomeada para um Emmy por I Love Liberty.

## Prêmios e honrarias
- 2015 - Prêmio Pioneiro, pela 27º Lambda Literary Awards.[9]

## Lista de obras

### Poesia
- The Hand That Cradles the Rock (1971)
- Songs to a Handsome Woman (1973)

### Novelas
- Rubyfruit Jungle (1973) ISBN 055327886X
- In Her Day ISBN 0553275739
- Six of One ISBN 0553380370
- Southern Discomfort ISBN 0553274465
- Sudden Death ISBN 0553269305
- High Hearts ISBN 0553278886
- Bingo ISBN 0553380400 (sequela de Six of One)
- Venus Envy ISBN 0553564978
- Dolley: A Novel of Dolley Madison in Love and War ISBN 055356949X
- Riding Shotgun ISBN 0553763539
- Loose Lips (2000) ISBN 0553380672 (a história entre Six of One e Bingo)
- Alma Mater (2002) ISBN 0345455320
- The Sand Castle (2008) ISBN 0802118704

Desde 1990 Brown é "co-autora" com o seu gato Sneaky Pie Brown de uma série de mistério com o personagem felino Mrs. Murphy. Estas incluem:
- Wish You Were Here (1990) ISBN 978-0553287530
- Rest in Pieces (1992) ISBN 978-0553562392
- Murder at Monticello (1994) ISBN 978-0553572353
- Pay Dirt (1995) ISBN 978-0553572360
- Murder, She Meowed (1996) ISBN 978-0553572377
- Murder on the Prowl (1998) ISBN 978-0553575408
- Cat on the Scent (1999) ISBN 978-0553575415
- Pawing Through the Past (2000) ISBN 978-0553580259
- Claws and Effect (2001) ISBN 978-0553580907
- Catch as Cat Can (2002) ISBN 978-0553580280
- The Tail of the Tip-Off (2003) ISBN 978-0553582857
- Whisker of Evil (2004) ISBN 978-0553582864
- Cat's Eyewitness (2005) ISBN 978-0553582871
- Sour Puss (2006) ISBN 978-0553586817
- Puss n' Cahoots (2007) ISBN 978-0553586824
- The Purrfect Murder (2008) ISBN 978-0553586831

### Peças de teatro
A mais conhecida é Slumber Party Massacre (1982), mas também escreveu: 
- Murder She Purred: A Mrs. Murphy Mystery (1998) (TV)
- Mary Pickford: A Life on Film (1997)
- The Woman Who Loved Elvis (1993) (TV)
- Rich Men, Single Women (1990) (TV)
- Me and Rubyfruit (1989)
- My Two Loves (1986)
- The Long Hot Summer (1985)
- The Slumber Party Massacre (1982)
- I Love Liberty (1982)